# Церква Клерігуш
Церква Клерігуш (порт. Igreja dos Clérigos; "Церква священнослужителів") — це барокова церква в місті Порту, в Португалії. ЇЇ високу дзвіницю, Torre dos Clérigos, можна побачити з різних точок міста — одну з найхарактерніших його символів.

## Історія
Церква була побудована для Братства Клерігуш (Духовенства) Ніколау Насоні, італійським архітектором та художником, який працював на півночі Португалії.
Будівництво церкви розпочалося в 1732 році і було закінчено в 1750 році, тоді як дзвіниця та монументальні сходи перед церквою були завершені в 1763 році. Головний фасад церкви прикрашений бароковими мотивами (такими як гірлянди та мушлі) та відрізаним фронтоном. Це ґрунтувалось на римському плані початку XVII століття. Центральний фриз над вікнами представлений символами поклоніння та кадилом. Бічні фасади розкривають майже еліптичний план церковної нави.

## Огляд
Церква Клерігуш була однією з перших церков у стилі бароко в Португалії, яка прийняла типовий план споруди епохи бароко. Вівтарна частина головної каплиці, виготовлена з поліхромного мармуру, виконана Мануелем дос Сантосом Порто.
Монументальна вежа церкви, розташована в тильній частині будівлі, була побудована між 1754 та 1763 роками. ЇЇ оформлення також демонструє вплив римського бароко, тоді як весь дизайн був натхненний тосканськими дзвіницями. Башта заввишки 75,6 метрів, панує у місті. До вершини шести поверхів слід піднятися 240 сходинок. Ця велика споруда стала символом міста.
У Порту Ніколау Насоні також відповідав за будівництво Церкви Місерікоріда, Палацу архієпископів та бічної лоджії собору Порту. Він увійшов до Братства Клерігуша і був похований, на його прохання, в склепі Церкви; точне місце  невідоме.
У червні 2015 року братство Клерігуш оголосило, що вежа та церква Клерігуш відкриють свої двері в нічні години.

## Галерея

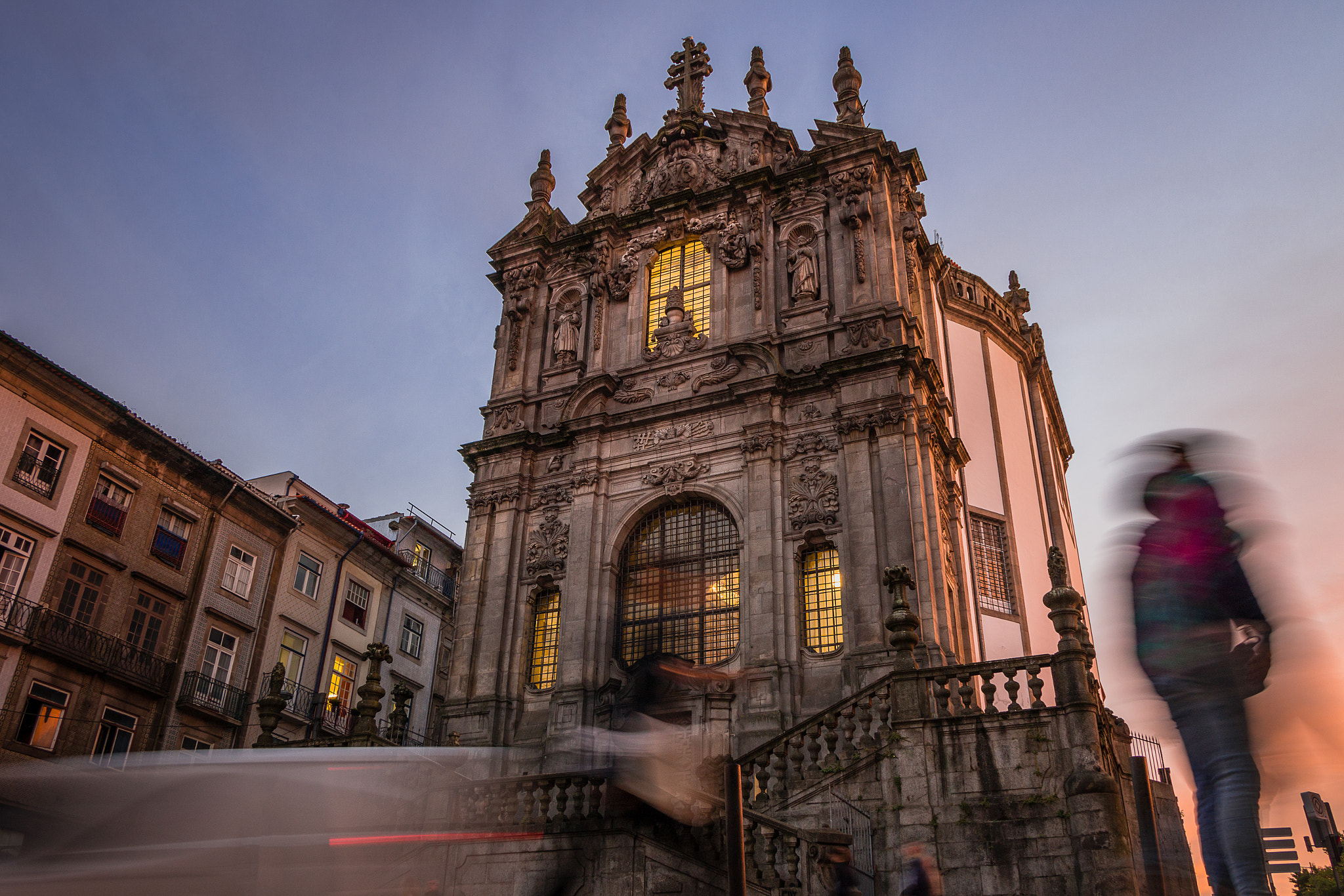
Фасад церкви Клерігуш
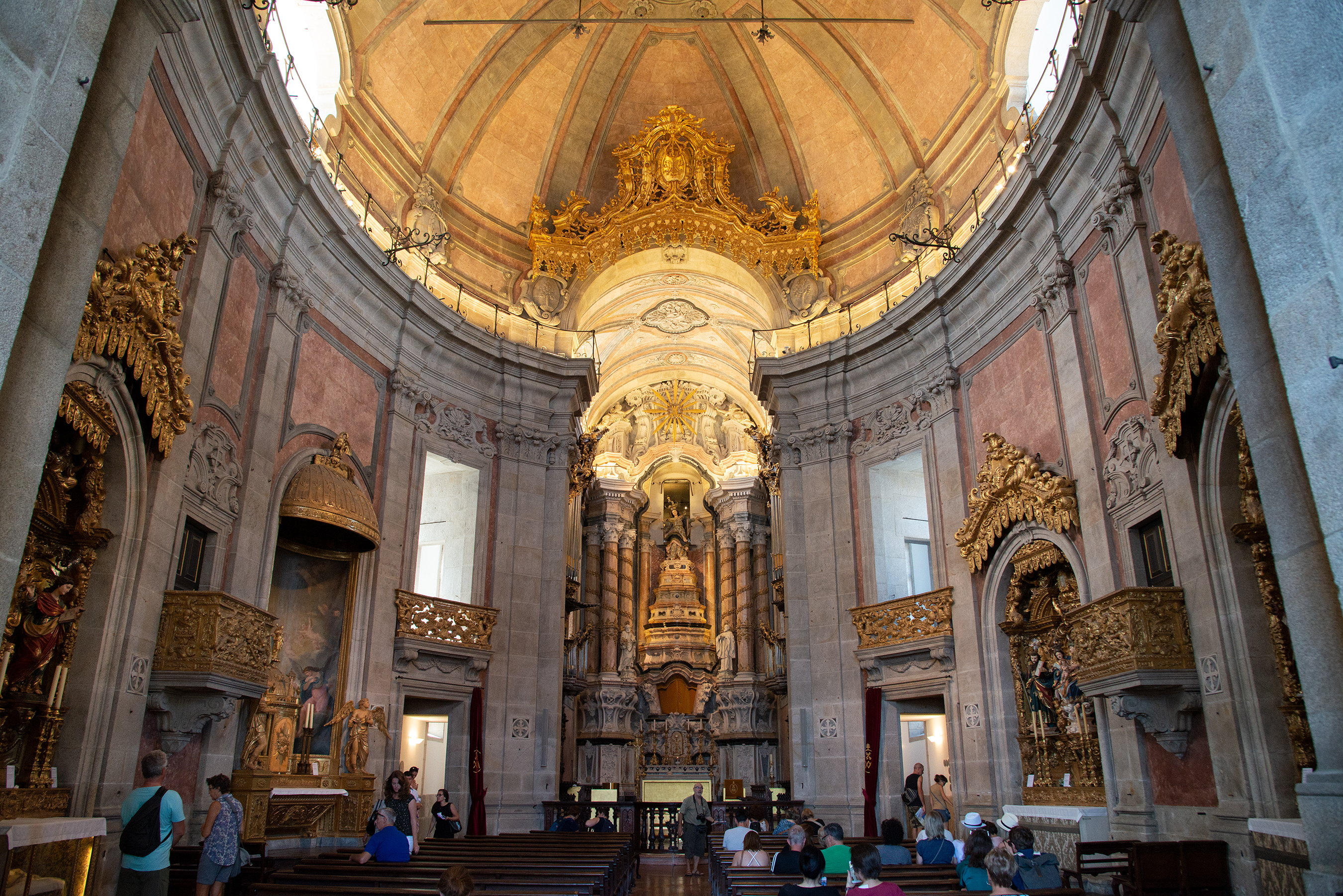
Інтер'єр церкви Клерігуш
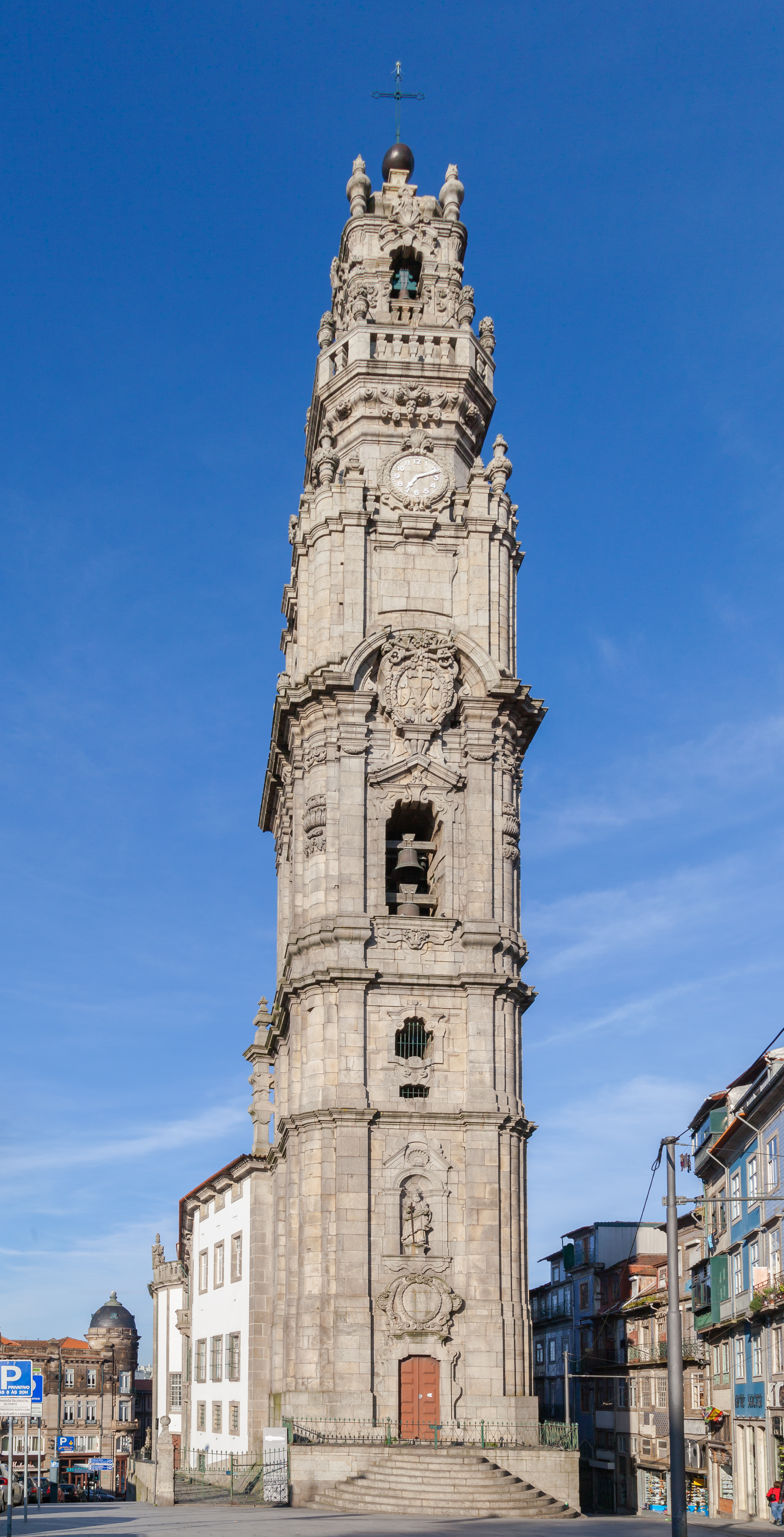
Вежа церкви Клерігуш
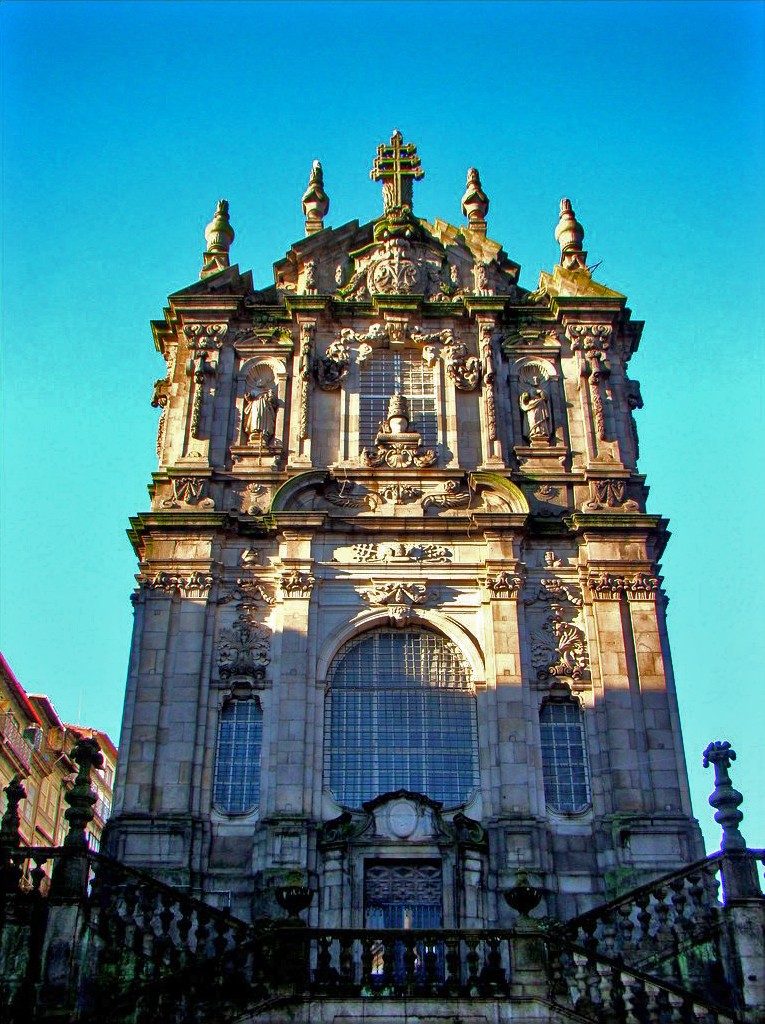
Фасад церкви Клерігуш
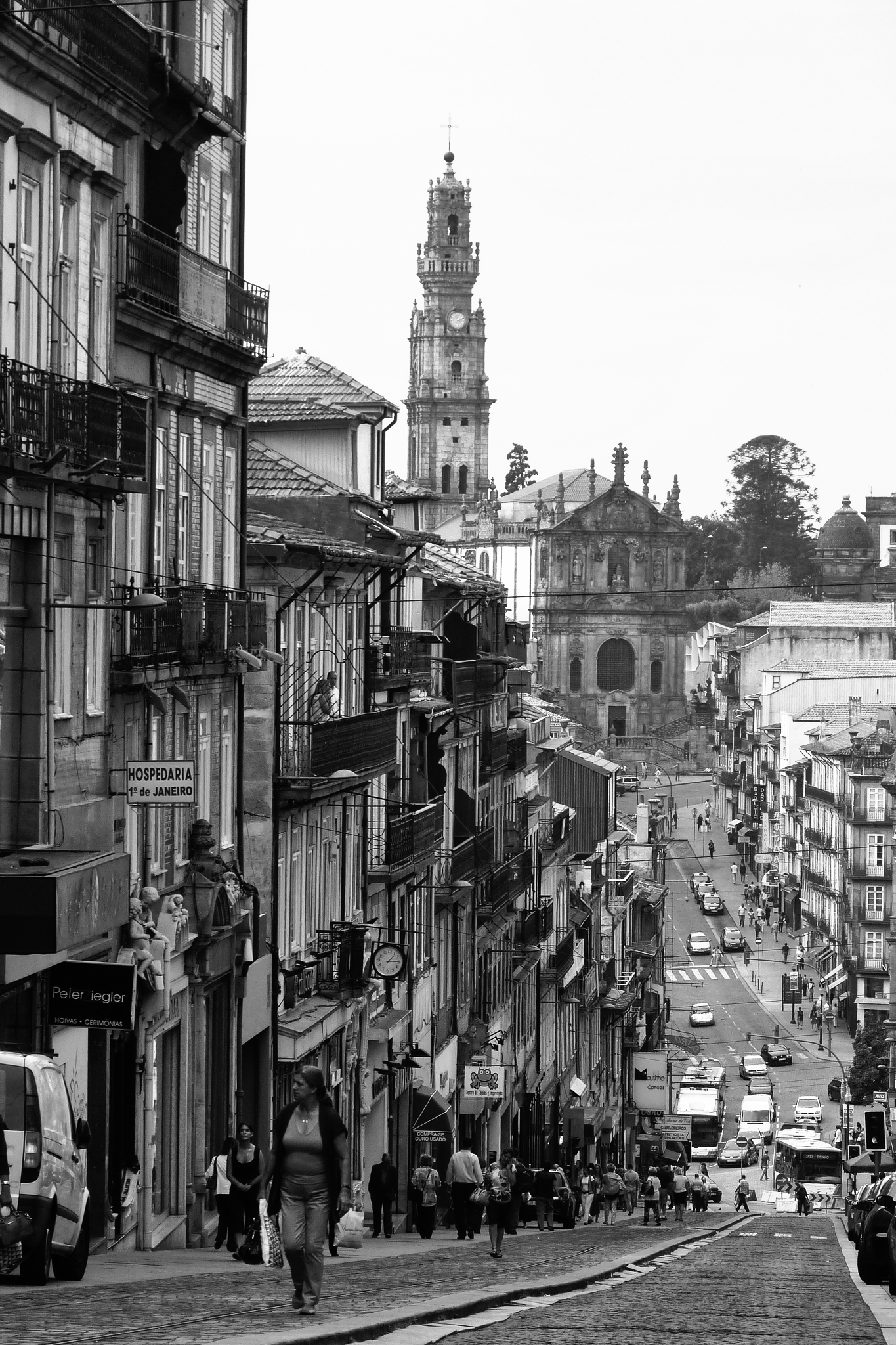
Вид на башту церкви Клерігуш